# Okręg Riviera
Riviera (wł. Distretto di Riviera, hist. Landvogtei Reffier) – okręg w Szwajcarii, w kantonie Ticino. Siedziba okręgu znajduje się w miejscowości Riviera.  
Okręg składa się z jednego powiatu (circolo), w skład których wchodzą dwie gminy (comune) o powierzchni 145,60 km² i o liczbie mieszkańców 10 354.

## Powiaty
1. Riviera